# Ano, šéfová!
Ano, šéfová! byla televizní zábavně-gastronomická reality show, pořad, který v roce 2018 vysílala stanice TV Prima a jehož hlavními aktéry byli Jitka Pagana a Santo Pagana. Pořad měl navázat na Ano, šéfe!, který moderoval Zdeněk Pohlreich.

## Kritika
Po odvysílání 1. dílu se na pořad strhla velká vlna kritiky. Na Česko-Slovenské filmové databázi získal pořad pouhých 20 % a u uživatelů vyhledávače Google pořad získal 36 %.

## Seznam dílů
| Č. v seriálu | Č. v řadě | Restaurace          | Město             | Režie         | Hodnocení | Premiéra v ČR      |
| ------------ | --------- | ------------------- | ----------------- | ------------- | --------- | ------------------ |
| 1            | 1         | Černý kohout        | Praha, Barrandov  | Filip Remunda |           | 12. listopadu 2018 |
| 2            | 2         | Markova krčma       | Ostrava           | Filip Remunda | -         | 19. listopadu 2018 |
| 3            | 3         | Motorest u Farmáře  | Huntířov          | Vít Klusák    | -         | 26. listopadu 2018 |
| 4            | 4         | Restaurace Kotva    | Lipno nad Vltavou | Vít Klusák    | -         | 3. prosince 2018   |
| 5            | 5         | Restaurace Rekovice | Trojanovice       | Vít Klusák    |           | 10. prosince 2018  |
| 6            | 6         | Stará masna         | Kroměříž          | Filip Remunda |           | 17. prosince 2018  |